# Русская архитектура
Ру́сская архитекту́ра развивалась в русле традиций, основы которых сформировались в культуре Византии, а затем в Древнерусском государстве. После падения Киева под натиском монгольской империи история древнерусской архитектуры продолжалась во Владимиро-Суздальском княжестве, Новгородской и Псковской республиках, Русском царстве. Новая история архитектуры складывалась на основе национальных традиций под воздействием внешних, западно-европейских и восточных, влияний в Российской империи, Советском Союзе и современной Российской Федерации.

## Средневековая Русь (X—XVII века)

### Древнерусское государство (IX—XII века)
Культурное влияние Древнерусского государства прослеживается в архитектурных традициях нескольких современных государств, в том числе и России.
Большие церкви Киевской Руси, построенные после 988 года, были первыми примерами монументальной архитектуры в восточно-славянских землях. Архитектурный стиль Древнерусского государства утвердился под влиянием византийского, но имел свои особенности. В домонгольское время повсеместно, в том числе в Северо-Восточной Руси, были распространены простые посводные покрытия, обычно с подкрестным камнем. Луковичные главы, предположительно, уже существовали, но не имели широкого распространения. Ранние православные церкви преимущественно строились из дерева.
Первой каменной церковью Древнерусского государства была Десятинная церковь в Киеве, строительство которой относят к 989 году при Владимире Святославиче. Церковь строилась в качестве кафедрального собора неподалёку от княжеского терема.
Софийский собор в Киеве, построенный в XI веке, является одним из самых значительных архитектурных сооружений данного периода. Первоначально Софийский собор представлял собой пятинефный крестово-купольный храм с 13 главами. С трёх сторон он был окружён двухъярусной галереей, а снаружи — ещё более широкой одноярусной.
Собор строился константинопольскими строителями при участии киевских мастеров. На рубеже XVII—XVIII веков был внешне перестроен в стиле украинского барокко. Храм внесён в список Всемирного наследия ЮНЕСКО.

### Владимиро-суздальская архитектура (XII—XIII века)
В период политической раздробленности роль Киева как политического центра начала ослабевать, в удельных центрах появились значительные архитектурные школы. В XII—XIII веках важнейшим культурным центром стало Владимиро-Суздальское княжество. Уникальность владимиро-суздальского зодчества состоит в том, что оно не просто продолжило традиции византийской и южнорусской архитектуры, но и значительно обогатило их западноевропейскими идеями и элементами. При этом вопрос о непосредственном участии средневековых европейских мастеров в белокаменном строительстве на северо-востоке Руси в середине — второй половине XII века остаётся открытым.
Первым европейскую каменную технику в Залесье начал использовать Юрий Долгорукий. При нём были возведены белокаменные постройки во Владимире, Суздале, Юрьеве-Польском, Переславле. До нашего времени дошли две из них — церковь Бориса и Глеба в Кидекше и Спасский собор в Переславле-Залесском. Оба храма датируются 1152 годом.
Во время правления Андрея Боголюбского владимиро-суздальская архитектура получила дальнейшее развитие. В столице княжества Владимире развернулось активное строительство, город был застроен монументальными сооружениями. До настоящего времени сохранились такие памятники архитектуры Владимира, как Успенский собор и Золотые ворота. Одним из самых заметных памятников зодчества владимиро-суздальской школы является церковь Покрова на Нерли.
Своего расцвета архитектура Владимира и Суздаля достигла в конце XII века при брате Боголюбского, первом Великом князе Владимирском Всеволоде Большое Гнездо. Всеволод значительно расширил владимирский Успенский собор и построил Дмитриевский собор — шедевр белокаменной резьбы и самый показательный в архитектурном плане белокаменный храм. При сыновьях Всеволода в 1220—1230-е годы созданы последние крупные памятники Владимиро-Суздальской Руси — Рождественский собор суздальского кремля и Георгиевский собор в Юрьеве-Польском.
Гражданская архитектура Владимиро-Суздальской земли сохранилась мало и фрагментарно. Возможно, самой древней сохранившейся светской постройкой в европейской России стоит считать остатки белокаменной резиденции Андрея Боголюбского в Боголюбове. Комплекс реставрационных и исследовательских работ середины XX века позволил сохранить двухъярусную галерею-переход и нижнюю часть древней башни княжеского дворца. Парадные Золотые ворота, верхний ярус которых представлял собой церковь Положения Риз Богородицы, были значительно перестроены на рубеже XVIII—XIX веков.
Конец белокаменному зодчеству во Владимиро-Суздальской Руси положило татаро-монгольское нашествие и последовавшее за ним иго. В 1992 году семь белокаменных памятников владимиро-суздальской архитектурной школы XII — начала XIII веков были включены в список Всемирного наследия ЮНЕСКО.

### Новгородская архитектура (конец XII—XVI век)
Формирование новгородской архитектурной школы относят к середине XI века, времени строительства Софийского собора в Новгороде. Уже в данном памятнике заметны отличительные черты новгородской архитектуры — монументальность, простота, отсутствие излишней декоративности.
Храмы Новгорода эпохи политической раздробленности уже не поражают огромными размерами, однако в них сохраняются основные черты данной архитектурной школы. Они отличаются простотой и некоторой тяжеловесностью форм. В конце XII века были построены такие храмы как церковь Петра и Павла на Синичьей горе (1185), церковь Уверения Фомы на Мячине (1195) (на её фундаменте в 1463 году построена новая церковь с тем же именем). Заметным памятником, завершившим развитие школы в XII веке, стала церковь Спаса на Нередице (1198). Построена за один сезон при новгородском князе Ярославе Владимировиче. Храм одноглавый, кубического типа, четырёхстолпный, трёхапсидный. Фресковые росписи занимали всю поверхность стен и представляли собой один из уникальных и значительных живописных ансамблей России.
Расцвет новгородского зодчества относят ко второй половине XIV века, в эпоху максимального могущества Новгородской республики. Вершиной и эталоном архитектуры данного периода является церковь Фёдора Стратилата на Ручью в Новгороде. Здание церкви — это четырёхстолпная одноглавая постройка кубического типа. На фасаде, особенно на барабане и апсидах, немало декоративных элементов. Некоторые ниши фасада ранее были украшены фресками. Также стоит отметить церковь Спаса Преображения на Ильине улице, знаменитую тем, что в ней одной сохранились фрески кисти Феофана Грека.
Псковская архитектура очень близка к новгородской, тем не менее в зданиях Пскова появилось немало специфических черт. Одним из лучших храмов Пскова периода расцвета стала церковь Сергия с Залужья (1582—1588). Также известны церковь Николы со Усохи (1371), Василия на Горке (1413), Успенья на Пароменье со звонницей (1521), Кузьмы и Демьяна с Примостья (1463).
Зданий светской архитектуры Новгородской и Псковской земель известно немного, среди них наиболее монументальным зданием являются Поганкины палаты в Пскове, построенные в 1671—1679 годы торговыми людьми Поганкиными. Здание является своеобразным дворцом-крепостью, его стены, толщиной в два метра, сложены из камней.

### Архитектура Московского княжества (XIV—XVI века)
Превращение Москвы в сильный политический центр привело к стремительному развитию архитектуры на территории города и княжества. Архитектурные традиции Владимиро-Суздальского княжества успешно перенимались московскими зодчими, к концу XVI века уже можно говорить о собственной московской архитектурной школе.
Успенский собор на Городке в Звенигороде — один из полностью сохранившихся белокаменных московских храмов данного периода. Это небольшой крестово-купольный четырёхстолпный храм, увенчанный одним куполом. С восточной стороны храм имеет три алтарные апсиды, западный, южный и северный фасады храма имеют традиционное деление на три вертикальных прясла, завершённых закомарами. Изящество пропорций и красота богатого декоративного убранства выделяют храм из числа других соборов того же времени.
Подъём московской архитектуры принято связывать с политическими и экономическими успехами княжества в конце XV века, во времена правления Ивана III. В 1475—1479 годах итальянским архитектором Аристотелем Фиораванти был построен Московский Успенский собор. Храм шестистолпный, пятиглавый, пятиапсидный. Построен из белого камня в сочетании с кирпичом. В росписи принимал участие известный иконописец Дионисий. В 1484—1490 годах псковскими зодчими был построен Благовещенский собор. В 1505—1509 годах под руководством итальянского архитектора Алевиза Нового был построен близкий к Успенскому Архангельский собор. В это же время получает развитие гражданское строительство, в Кремле строится ряд зданий — палат, самой известной из которых является Грановитая палата (1487—1496).
В 1485 году началось строительство новых кремлёвских стен и башен, оно закончилось уже при правлении Василия III в 1516 году. К этой эпохе относят также активное строительство других крепостных сооружений — укреплённых монастырей, крепостей, кремлей. Были построены кремли в Туле (1514), Коломне (1525), Зарайске (1531), Можайске (1541), в Серпухове (1556) и т. д.

### Архитектура Русского царства (XVI век)
Справа: Смоленский собор Новодевичьего монастыря (1524—1598)
Принятие Иваном Грозным титула «царя» и превращение России в царство было очередным этапом развития русского государства и русской архитектуры в том числе. В архитектуре данного периода продолжаются прошлые традиции, при этом в каменную архитектуру из деревянной проникает форма «шатра», что является заметным отличием в архитектуре нового периода.
Самым известным памятником архитектуры данного периода является Храм Василия Блаженного, строительство которого продолжалось в 1554—1560 годах. Собор входит в Список объектов Всемирного наследия ЮНЕСКО в России. Храм Василия Блаженного, или Покровский Собор, был построен по приказу Ивана Грозного в память о взятии Казани, автором проекта, по одной из версий, стал псковский зодчий Постник Яковлев. Памятник является одним из самых узнаваемых символов Москвы и России.
Другим известным памятником данного периода является Церковь Вознесения в Коломенском, являющаяся первым каменным шатровым храмом в России. Возведена в Коломенском в 1528—1532 годах (предположительно итальянским архитектором Петром Францизском Ганнибалом, по русским летописям Петром Фрязином или Петроком Малым) на правом берегу Москвы-реки. В храме наряду с шатром были применены пристенные пилоны, что позволило построить огромное здание невиданных пропорций, с «летящей» архитектоникой. Постройка была осуществлена с размахом и значительными материальными затратами. В истории русского зодчества храм остался произведением, с точки зрения его формального совершенства, единственным и неповторимым.
Несмотря на развитие каменной шатровой архитектуры, продолжают возводиться и храмы старого типа. По типу Московского Успенского собора с пятью куполами были построены: Смоленский собор Новодевичьего монастыря (1524—1598), Успенский собор Троице-Сергиевой лавры (1559—1585).

### Русская архитектура XVII века
Начало XVII века в России ознаменовалось сложным Смутным временем, что привело к временному упадку строительства. Монументальные здания прошлого века сменились небольшими, иногда даже «декоративными» постройками. Примером подобного строительства может служить церковь Рождества Богородицы в Путинках, выполненная в характерном для того периода стиле русского узорочья. После завершения строительства храма, в 1653 году патриарх Никон прекратил строительство каменных шатровых храмов на Руси, что сделало церковь одной из последних выстроенных с применением шатра.
В это время развился тип бесстолпного храма. Одним из первых храмов такого типа принято считать Малый собор Донского монастыря (1593). Прототипом бесстолпных храмов XVII века является храм Покрова Пресвятой Богородицы в Рубцове (1626). Это небольшой храм с единым внутренним пространством без опорных столбов, перекрытый сомкнутым сводом, увенчанный снаружи ярусами кокошников и световой главкой, с примыкающим в виде отдельного объёма алтарём. Храм поднят на подклет, имеет приделы по бокам и окружён с трёх сторон открытой галереей — сенями. Лучшими примерами памятников середины XVII века принято считать также храм Троицы Живоначальной в Никитниках в Москве (1653), храм Троицы Живоначальной в Останкине (1668). Им присуще изящество пропорций, сочная пластика форм, стройность силуэта и красивая группировка внешних масс.
Развитие архитектуры в XVII веке не ограничивалось Москвой и Подмосковьем. Своеобразный стиль вырабатывался и в других русских городах, в частности, в Ярославле. Одним из наиболее известных ярославских храмов является церковь Иоанна Предтечи (1687). Прекрасное сочетание массивного храма и колокольни, изящество цветов, прекрасные росписи делают его одним из наиболее выдающихся памятников своего времени. Другим известным памятником ярославской архитектуры является церковь Иоанна Златоуста в Коровниках (1654).
Большое количество оригинальных памятников архитектуры XVII века сохранилось и в Ростове. Наиболее известны Ростовский кремль (1670—1683), а также церкви Ростовского Борисоглебского монастыря. Отдельного внимания заслуживает церковь Иоанна Богослова Ростовского кремля (1683). Храм внутри не имеет столбов, стены покрыты превосходными фресками. Данная архитектура предвосхищает стиль московского барокко.

## Дерево
Русское деревянное зодчество — сложившееся на Руси направление традиционной архитектуры, имеющее устойчивые и ярко выраженные конструктивно-технические и архитектурно-художественные особенности, которые определяются деревом как основным материалом (народное деревянное зодчество, древнерусское деревянное зодчество). Иногда в это понятие включают деревянные постройки профессиональной стилевой архитектуры, эклектичные постройки, сочетающие элементы народного зодчества и профессиональной архитектуры, а также современные попытки возродить древнерусские плотницкие традиции. Одно из наиболее самобытных явлений в русской культуре. Распространено от Кольского полуострова до средней полосы, на Урале и в Сибири; большое число памятников находится на Русском Севере. Северные русские храмы весьма разнообразны по стилям и формам (см. Типы русских деревянных храмов). Одним из самых распространённых архитектурных типов стал шатровый храм. Самой распространённой причиной появления шатра в деревянной архитектуре считается чрезвычайная трудность при исполнении традиционного купола из дерева. Строительство самой ранней из известных шатровых церквей относят к 1501 году, тогда была возведена Климентовская церковь в погосте Уна. Примечательны также такие деревянные шатровые храмы как Успенская церковь в Варзуге, церковь в Панилове Архангельской области, и др.
Конструктивная основа русского деревянного зодчества — сруб из необтёсанных брёвен. Декором служила резьба по дереву, размещавшаяся на конструктивно значимых элементах. Среди традиционных построек выделяются деревянные клетские, шатровые, ярусные, кубоватые и многоглавые церкви, которые вместе с крестьянскими избами, хоромами, хозяйственными, крепостными и инженерными постройками определяли облик традиционного русского поселения. Критерий взаимосвязи художественного и конструктивного позволил А. В. Ополовникову отграничить от «народного» древнерусского деревянного зодчества, в котором конструктивное и художественное едины, позднюю стилевую архитектуру, где дерево скрывается отделкой и выступает лишь материалом конструкций, и эклектичные постройки, сочетающие элементы древнерусского зодчества и стилевой архитектуры. Два последних направления А. В. Ополовников оценивал негативно, хотя признавал, что они рождали не только «фальшивые в своей нарядности» постройки, но и весьма удачные, например, украшенные кружевной резьбой дома Поволжья.
Корни русского деревянного зодчества восходят к древнеславянскому строительству. С древнерусского периода культовое деревянное зодчество ориентировалось на византийский канон и восприняло черты каменных храмов. Наивысшего развития русское деревянное зодчество достигло на Русском Севере в XV—XVIII веках. В этом регионе дольше всего сохранялись традиции, но даже там зодчество не смогло избежать значительного влияния господствующей стилевой архитектуры барокко, классицизма, эклектики.
Вершиной развития русского деревянного зодчества стал ансамбль Кижского погоста из многоглавых Преображенской и Покровской церквей XVIII века и шатровой колокольни XIX века. Преображенская церковь воплотила в своей композиции, по замечанию В. П. Орфинского, главные черты русского средневекового архитектурного идеала (центричность, высотность, многоглавие, примат наружного объёма над интерьером) и веяния Московской Руси (акцент на венчающее покрытие).
В XIX веке мотивы русского деревянного зодчества применялись в русском стиле. Наследие деревянного зодчества быстро утрачивается. Лишь единицы культовых построек относятся к XIV—XVI векам. Наиболее старые сохранившиеся жилые дома относятся к XVIII веку. По мнению специалистов, на начало XXI века ситуация с сохранением памятников катастрофическая.

## Эпоха Российской империи

### Русское барокко
Первый этап развития русского барокко относится ещё к эпохе Русского царства, с 1680-х по 1700-е годы получает развитие московское барокко. Особенностью данного стиля является его тесная связь с уже существовавшими русскими традициями и влияние украинского барокко вкупе с прогрессивными технологиями, пришедшими с Запада.
Основание Санкт-Петербурга дало мощный толчок к развитию архитектуры России, с деятельностью Петра I начинается новый этап в развитии русского барокко — петровское барокко. Это был архитектурный стиль, ориентировавшийся на образцы шведской, немецкой и голландской гражданской архитектуры. Тем не менее лишь первые памятники архитектуры данного периода, такие как Петропавловский собор в Петербурге, практически избежали русского влияния. Несмотря на обилие иностранных архитекторов в России начинает формироваться новая собственная архитектурная школа.
Архитектуре петровского времени свойственны простота объёмных построений, чёткость членений и сдержанность убранства, плоскостная трактовка фасадов. К числу первых строителей Петербурга принадлежат Жан-Батист Леблон, Доменико Трезини, Андреас Шлютер, Дж. М. Фонтана, Николо Микетти и Г. Маттарнови. Все они прибыли в Россию по приглашению Петра I. Каждый из этих архитекторов вносил в облик сооружаемых зданий традиции своей страны, той архитектурной школы, которую он представлял. Курируя осуществление их проектов, традиции европейского барокко усваивали и русские зодчие, как, например, Михаил Земцов.
В эпоху правления Елизаветы Петровны в России получает развитие новое направление в русском барокко — елизаветинское барокко. Его появление чаще всего связывают с именем выдающегося архитектора Франческо Бартоломео Растрелли. Отличие данного стиля от петровского заключается в его тесной связи с традициями московского барокко. Растрелли спроектировал величественные дворцовые комплексы в Петербурге и его окрестностях — Зимний дворец, Екатерининский дворец, Петергоф. Архитектору свойственны исполинские масштабы построек, пышность декоративного убранства, двух-трёхцветный окрас фасадов с применением золота. Мажорный, праздничный характер архитектуры Растрелли наложил отпечаток на всё русское искусство середины XVIII века.
Самобытную страницу елизаветинского барокко представляет творчество московских архитекторов середины XVIII века — во главе с Д. В. Ухтомским и И. Ф. Мичуриным.

### Классицизм
В 1760-х годах на смену барокко в русской архитектуре постепенно приходит классицизм. Яркими центрами русского классицизма стали Санкт-Петербург и Москва. В Петербурге классицизм сложился как завершённый вариант стиля в 1780-х годах, его мастерами были Иван Егорович Старов и Джакомо Кваренги. Таврический дворец работы Старова является одним из наиболее типичных классицистических зданий Петербурга. Центральный двухэтажный корпус дворца с шестиколонным портиком увенчан плоским куполом на невысоком барабане; гладкие плоскости стен прорезаны высокими окнами и завершены антаблементом строгого рисунка с фризом из триглифов. Главный корпус объединён одноэтажными галереями с боковыми двухэтажными корпусами, ограничивающими широкий парадный двор. Среди работ Старова также известны Троицкий собор Александро-Невской лавры (1778—1786), Князь-Владимирский собор и др. Творения итальянского архитектора Джакомо Кваренги стали символом петербургского классицизма. По его проекту были построены такие здания как Александровский дворец (1792—1796), Здание Смольного института (1806), здание Академии наук (1786—1789) и др.
В начале XIX века в классицизме происходят существенные изменения, появляется стиль ампир. Его появление и развитие в России связывают с именами таких архитекторов как Андрей Никифорович Воронихин, Андреян Дмитриевич Захаров и Жан Тома де Томон. Одним из лучших произведений Воронихина является Казанский собор в Петербурге (1801—1811). Могучие колоннады собора охватывают полуовалом площадь, открытую на Невский проспект. Другим известным произведением Воронихина является здание Горного института (1806—1811). Примечательна дорическая колоннада огромного портика на фоне суровых стен фасада, со скульптурными группами по бокам портика.
К существенным творениям французского архитектора Жана Тома де Томона принято относить здание Большого театра в Петербурге (1805), а также здание биржи (1805—1816). Перед зданием архитектор установил две ростральные колонны со скульптурами, символизирующими великие русские реки: Волгу, Днепр, Неву и Волхов.
Шедевром архитектуры классицизма XIX века принято считать построенный по проекту Захарова комплекс зданий Адмиралтейства (1806—1823). Идеей нового облика уже существовавшего тогда здания стала тема морской славы России, могущества русского флота. Захаров создал новое, грандиозное (протяжённость главного фасада 407 м) сооружение, придав ему величественный архитектурный облик и подчеркнув его центральное положение в городе. Крупнейшим архитектором Петербурга после Захарова был Василий Петрович Стасов. К числу его лучших произведений относят Спасо-Преображенский собор (1829), Нарвские триумфальные ворота (1827—1834), Троице-Измайловский собор (1828—1835).
Последней крупной фигурой, работавшей в стиле ампир стал российский архитектор Карл Иванович Росси. По его проекту были построены такие здания как Михайловский дворец (1819—1825), Здание Главного штаба (1819—1829), Здание Сената и Синода (1829—1834), Александринский театр (1832).
Московская архитектурная традиция в целом развивалась в тех же рамках, что и петербургская, но имела и ряд особенностей, в первую очередь связанных назначением строившихся зданий. Крупнейшими московскими архитекторами второй половины XVIII века принято считать Василия Ивановича Баженова и Матвея Фёдоровича Казакова, сформировавших архитектурный облик Москвы того времени. Одним из самых известных классицистических зданий Москвы считается Дом Пашкова (1774—1776), предположительно построенный по проекту Баженова. В начале XIX века в московской архитектуре также начинает преобладать ампир. К крупнейшим московским архитекторам данного периода относят Осипа Ивановича Бове, Доменико Жилярди и Афанасия Григорьевича Григорьева.

### Русский стиль в архитектуре XIX—XX веков
В середине XIX и начале XX веков возрождение интереса к русскому допетровскому зодчеству породило семейство архитектурных стилей, часто объединяемых под названием «русский стиль», в котором на новом технологическом уровне происходило частичное заимствование архитектурных форм древнерусского и византийского зодчества.
Основателем «русско-византийского стиля» принято считать Константина Андреевича Тона, работавшего в середине XIX века. К числу главнейших его творений принято причислять Храм Христа Спасителя (1860) и Большой Кремлёвский дворец (1838—1849). В наружной отделке дворца использованы мотивы Теремного дворца: окна выполнены в традиции русского зодчества и украшены резными наличниками с двойными арками и гирькой посередине. Наступает период увлечения мелкой кирпичной орнаментикой, декоративными формами XVI века — крыльцами, шатрами, кокошниками и т. д. Также в этом стиле работают Александр Резанов, Алексей Горностаев и др.
В начале 1870-х годов народнические идеи пробудили в художественных кругах повышенный интерес к народной культуре, крестьянскому зодчеству и русской архитектуре XVI—XVII веков. Одними из самых ярких построек русского стиля 1870-х годов стали «Терем» Ивана Ропета в Абрамцеве под Москвой (1873) и типография Мамонтова в Москве, построенная Виктором Гартманом (1872).
В начале XX века получает развитие «неорусский стиль». В поисках монументальной простоты архитекторы обратились к древним памятникам Новгорода и Пскова и к традициям зодчества Русского Севера. В Санкт-Петербурге «неорусский стиль» нашёл применение главным образом в церковных постройках Владимира Покровского, Степана Кричинского, Андрея Аплаксина, Германа Гримма, хотя в этом же стиле строились и некоторые доходные дома (характерный пример — дом Купермана, построенный архитектором Александром Лишневским на Плуталовой улице).

### Архитектура начала XX века
В начале XX века в архитектуре отражаются тенденции господствовавших в это время архитектурных течений. Помимо русского стиля появляются модерн, неоклассицизм, эклектика и др.
Стиль модерн проникает в Россию из Запада и быстро находит своих сторонников. Наиболее выдающимся российским архитектором, работавшим в стиле модерн является Фёдор Осипович Шехтель. Известнейшая его работа — особняк С. П. Рябушинского на Малой Никитской (1900) — основан на причудливом контрасте геометричной тектоники и беспокойного декора, как бы живущего собственной ирреальной жизнью. Также известны его работы, выполненные в «неорусском духе», такие как павильоны русского отдела на Международной выставке в Глазго (1901) и московский Ярославский вокзал (1902).
Начало творческого пути Ивана Александровича Фомина также пришлось на стиль модерн, однако с 1910-х годов он становится ведущим мастером петербургской неоклассической школы. Большое влияние на развитие нового направления в архитектуре оказал дом-дворец Половцева на Каменном острове в Петербурге, построенный им в стиле русского классицизма. В этот же период он проектирует дом князя Абамелик-Лазарева (набережная реки Мойки, 21), дом Оболенского на озере Сайма и дом А. Г. Гагарина в имении Холомки в Псковской губернии.
Своё развитие неоклассицизм получает в работах Владимира Алексеевича Щуко. Его первый практический успех в неоклассике — постройка в 1910 году двух доходных домов в Санкт-Петербурге (№ 65 и 63 по Каменноостровскому проспекту) с применением «колоссального» ордера и эркеров. В том же 1910 году Щуко проектировал русские павильоны на международных выставках 1911 года: Изящных искусств в Риме и Торгово-промышленной в Турине.

## Советская Россия

### Советский авангард
Архитектура послереволюционной России характеризуется отказом от старых форм, поиском нового искусства для новой страны. Развитие получили авангардные течения, были созданы проекты фундаментальных строений в новых стилях. Примерами такого рода работ является творчество Владимира Татлина. Им создан проект т. н. Башни Татлина, посвящённой III Интернационалу. В этот же период Владимиром Шуховым установлена Шуховская башня на Шаболовке.
Конструктивизм стал одним из лидирующих архитектурных стилей 1920-х годов. Важной вехой в развитии конструктивизма стала деятельность братьев Леонида, Виктора и Александра Весниных. Они пришли к осознанию лаконичной «пролетарской» эстетики, уже имея солидный опыт в проектировании зданий, в живописи и в оформлении книг. Ближайшим соратником и помощником братьев Весниных был Моисей Гинзбург, который был ведущим теоретиком архитектуры первой половины XX века. В книге «Стиль и эпоха» он размышлял, что каждый стиль искусства адекватно соответствует «своей» исторической эпохе.
Вслед за конструктивизмом развитие получил и авангардный стиль рационализм. Идеологи рационализма, в отличие от конструктивистов, много внимания уделяли психологическому восприятию архитектуры человеком. Основоположником стиля в России был Аполлинарий Красовский. Лидером течения был Николай Ладовский. Для воспитания «подрастающего поколения» архитекторов Ладовский создал мастерскую «Обмас» (Объединённые мастерские) при ВХУТЕМАСе.
После революции востребованным оказался и Алексей Щусев. В 1918—1923 годах он руководил разработкой генерального плана «Новая Москва», этот план стал первой советской попыткой создать реально исполнимую концепцию развития города в духе большого города-сада. Известнейшим произведением Щусева стал Мавзолей Ленина на Красной площади в Москве. В октябре 1930 года было возведено новое здание из железобетона, облицованное естественным камнем гранитом и лабрадоритом. В его форме можно видеть органичный сплав архитектуры авангарда и декоративных тенденций, ныне называемых стилем ар-деко.
Несмотря на значительные успехи советских архитекторов в создании новой архитектуры, заинтересованность властей в их работе постепенно начинала угасать. Рационалистов, как и их оппонентов конструктивистов, обвинили в «следовании буржуазным взглядам на архитектуру», «в утопичности их проектов», «в формализме». С 1930-х годов авангардные течения в советской архитектуре утихли.

### Сталинская архитектура
Стиль сталинской архитектуры сформировался в период проведения конкурсов на проекты Дворца Советов и павильоны СССР на Всемирных выставках 1937 года в Париже и 1939 года в Нью-Йорке. После отказа от конструктивизма и рационализма было решено перейти к тоталитарной эстетике, характеризующейся приверженностью монументальным формам, часто граничащим с гигантоманией, жёсткой стандартизацией форм и техник художественного представления.
В 1934 году созданы Академия архитектуры СССР и Союз архитекторов СССР, который объединял творческие силы для решения новых задач, поставленных перед мастерами и с помощью которых осуществлялся контроль над деятельностью архитекторов. Среди советских архитекторов данного направления можно выделить Бориса Иофана, Дмитрия Чечулина, Каро Алабяна, Льва Руднева и др. В целом, в сталинской архитектуре прослеживалась связь с античными, ренессансными и барочными тенденциями.
В послевоенный период перед страной стояла задача скорейшего восстановления городов и архитектура стала приоритетным направлением народного хозяйства. В конце 1940-х — начале 1950-х в Москве были построены «сталинские высотки», ставшие классическими образцами сталинской архитектуры. Это главное здание МГУ на Воробьёвых горах, жилой дом на Котельнической набережной, гостиница «Украина», здание Министерства иностранных дел, жилой дом на Кудринской площади, высотное здание на площади Красных Ворот и гостиница «Ленинградская». Среди памятников сталинской архитектуры выделяют также комплекс павильонов ВДНХ, станции московского метро. Был задуман проект Дворца советов. В массовом жилищном строительстве здания сталинской эпохи известны как «сталинки».

### Вторая половина XX века
4 ноября 1955 года выходит Постановление ЦК КПСС и СМ СССР «Об устранении излишеств в проектировании и строительстве», положившее конец стилю сталинской архитектуры. Уже начатые стройки были заморожены или закрыты. Стилобат с так и не построенной восьмой сталинской высотки был использован при строительстве гостиницы «Россия». На смену сталинской пришла функциональная типовая архитектура. Первые проекты по созданию массовых дешёвых жилых зданий принадлежат инженеру-строителю Виталию Павловичу Лагутенко. 31 июля 1957 года ЦК КПСС и Совет Министров СССР приняли постановление «О развитии жилищного строительства в СССР», положившее начало массовому строительству домов, получивших название «хрущёвки» по имени Никиты Сергеевича Хрущёва.
В 1960 году при поддержке Хрущёва начинается строительство Государственного Кремлёвского дворца по проекту архитектора Михаила Васильевича Посохина. В 1960-х годах вновь появляются здания, символизирующие будущее и технический прогресс. Одним из ярких примеров такого рода сооружений является Останкинская телебашня в Москве, созданная по проекту Николая Васильевича Никитина. С 1965 по 1979 проходило строительство Белого дома в Москве, по конструкции схожего со зданиями начала 1950-х годов. Типовая архитектура продолжала своё развитие вплоть до распада СССР. При массовой комплексной застройке спальных районов и микрорайонов широко использовались типовые проекты детских садов, школ, поликлиник, магазинов, домов культуры, спортивных сооружений. В жилищном строительстве на смену хрущёвкам пришли более комфортные «брежневки», названные в честь возглавлявшего СССР Леонида Брежнева. Как и хрущёвки, брежневские дома выполнялись в стиле функционализма, однако имели более разнообразные архитектурные формы: дома башенного типа («свечки»), длинные многосекционные («китайские стены»), ступенчатые, изогнутые и переменной этажности.
В меньших объёмах типовая архитектура существует и в современной России.

## Современная Россия
После распада СССР многие строительные проекты были заморожены или отменены. Однако теперь не существовало государственного контроля над архитектурным стилем и высотой здания, что давало значительную свободу архитекторам. Финансовые условия позволяли заметно ускорить темпы развития архитектуры. Активно идёт заимствование западных образцов, впервые появляются современные небоскрёбы и футуристические проекты, такие, как Москва-Сити. Используются традиции строительства из прошлого, в частности, «сталинская архитектура» в Триумф-Палас.

### Русскоязычная
- Русская архитектура / под ред. В. А. Шкварикова. — М. : Гос. архитектур. изд-во Акад. архитектуры СССР, 1940. — 245 с.
- История русской архитектуры: крат. курс : [учеб. для архитектур. вузов и фак.] / гл. ред. С. В. Безсонов. — М.: Гос. изд-во лит. по стр-ву и архитектуре, 1951. — 465 с.: ил.
- История русской архитектуры: [Учеб. для архит. спец. вузов] / В. И. Пилявская, А. А. Тиц, Ю. С. Ушаков. — Л.: Стройиздат., 1984. — 511 с.: ил.
- Пилявский В. А., Славина Т. А., Тиц А. А. и др. История русской архитектуры / под ред. Н. Н. Днепрова, Г. Г. Яцевича. — 2-е изд., доп. и перераб.. — СПб.: Стройиздат СПб, 1994. — 600 с. — 25 000 экз. — ISBN 5-274-00728-7.
- Лисовский В. Г. Архитектура России. Поиски национального стиля. — М.: Белый Город, 2009
- Борисова Е. А., Каждан Т. П. Русская архитектура конца XIX — начала XX века. — М.: Наука, 1971. — 239 с.
- Борисова Е. А. Русская архитектура второй половины XIX века. — М.: Наука, 1979. — 320 с.
- Борисова Е. А., Стернин Г. Ю. Русский модерн. Альбом. — М.: Сов. художник, 1990. — 360 с. — ISBN 5-269-00028-8.
- Борисова Е. А. Русская архитектура в эпоху романтизма. — СПб.: Гос. ин-т искусствознания, 1997. — 320 с. — ISBN 5-86007-083-7.
- Борисова Е. А., Стернин Г. Ю. Русский неоклассицизм. — М.: Галарт, 1998. — 80 с. — ISBN 5-269-00960-6.
- Кириченко Е. И. Русская архитектура 1830—1910-х годов. — М.: Искусство, 1978. — 400 с.
- Забелло С., Иванов В., Максимов П. Русское деревянное зодчество. — М.: Гос. арх. изд-во Акад. архитектуры СССР, 1942. — 216 с.
- Красовский М. В. Курс истории русской архитектуры. Часть I. Деревянное зодчество. — Петроград : Товарищество Р. Голике и А. Вильборг, 1916. — 408 с. Переиздание: Красовский М. В. Энциклопедия русской архитектуры : Деревянное зодчество. — СПб. : Сатисъ Держава, 2005. — 384 с.
- Некрасов А. И. Очерки по истории древнерусского зодчества XI—XVII века. — М.: Изд-во Всесоюз. акад. архитектуры, 1936. — 400 с.: ил.
- Ополовников А. В. Русское деревянное зодчество: Гражданское зодчество. — М.: Искусство, 1983. — 287 с.
- Ополовников А. В. Русское деревянное зодчество / ЦНИИ теории и истории архитектуры. — М.: Искусство, 1986. — 311 с.
- Раппопорт П. А. Древнерусская архитектура.. — СПб.: Стройиздат, Санкт-Петербургское отд., 1993. — 289 с. — ISBN 5-274-00981-6.
- Раппопорт П. А. Зодчество Древней Руси. — Л.: Наука, Лен. отд, 1986.
- Рзянин М. И. Русская архитектура. — М.: Изд-во Акад. архитектуры СССР, 1947. — 131 с.
- Рзянин М. И. Памятники русского зодчества / М. И. Рзянин. — М. : Гос. изд-во архитектуры и стр-ва, 1950. — 342 с. : ил.
- Стефанович П. С. Некняжеское церковное строительство в домонгольской Руси: Юг и Север // Вестник церковной истории. — 2007. — № 1(5). — С. 117—133.

### Иностранная
- «Architecture: Kievan Rus and Russia» in Encyclopædia Britannica (Macropedia) vol. 13, 15th ed., 2003, p. 921.
- William Craft Brumfield, Landmarks of Russian Architecture: A Photographic Survey. Amsterdam: Gordon and Breach, 1997
- John Fleming, Hugh Honour, Nikolaus Pevsner. «Russian Architecture» in The Penguin Dictionary of Architecture and Landscape Architecture, 5th ed., [1966] 1998, pp. 493—498, London: Penguin. ISBN 0-670-88017-5.
- Russian art and architecture, in The Columbia Encyclopedia, Sixth Edition, 2001-05.
- Encyclopædia BritannicaWestern architecture retrieved 12 August 2005
- [architecture.about.com/library/weekly/aa090501a.htm About.com feature on Russian architecture retrieved 12 August 2005]
- Grove Art Online articles on Russian architecture Oxford University Press 2005 retrieved 12 August
- Russian Life July/August 2000 Volume 43 Issue 4 «Faithful Reproduction» an interview with Russian architecture expert William Brumfield on the rebuilding of Christ the Saviour Cathedral
- William Craft Brumfield, A History of Russian Architecture. Seattle and London: University of Washington Press, [1993] 2004. ISBN 0-295-98393-0
- Cracraft J. Петровская революция в русской архитектуре = The Petrine Revolution in Russian Architecture. — Ч.: Library of Congress Cataloging-in-Publication Data, 1998. — ISBN 0—226—11664—6.